# Sigfrido de Baviera
Sigfrido en Baviera (en alemán: Siegfried, Herzog in Bayern; Bamberg, 10 de julio de 1876-Múnich, 12 de marzo de 1952) fue un duque en Baviera y miembro de la Casa de Wittelsbach. Sigfrido Augusto fue el primero de tres hijos del duque Maximiliano Manuel en Baviera y de su esposa, la princesa Amalia de Sajonia-Coburgo-Gotha. Sigfrido Augusto era el hermano mayor de los duques Cristóbal José en Baviera y Leopoldo en Baviera.

## Familia y juventud
El duque Sigfrido era el hijo mayor del duque Maximiliano Manuel en Baviera y de su esposa, Amalia, que era hermana del príncipe Felipe de Coburgo y del príncipe Fernando de Bulgaria. Pertenecía a la rama ducal o no reinante de la antigua Casa de Wittelsbach. Nació en Bamberg debido a que su padre sirvió allí como oficial en el 1.er Regimiento de Ulanos de Baviera, pero más tarde avanzó a mayor general y director de la Escuela de Equitación de Múnich. La familia tenía su base en el castillo de Biederstein, cerca de Múnich, llamada extraoficialmente "Biedersteiner Linie". Su padre, Maximiliano Manuel, murió inesperadamente el 12 de junio de 1893 en Feldafing por un sangrado gástrico debido a una úlcera. Su madre sufrió mucho por la repentina muerte del esposo. Pocos meses después, el príncipe Sigfrido cayó enfermo de escarlatina. La madre lo cuidó, pero enfermó gravemente y murió el 6 de mayo de 1894 de peritonitis.
Los tres niños quedaron huérfanos en el espacio de un año. Su tío, el duque Carlos Teodoro de Baviera y su esposa, la infanta María José de Portugal, cuidaron a los niños huérfanos e incluso intentaron llevarlos con su familia, a lo que se negó su abuela materna, Clementina de Orleans. Ella quería que los niños tuvieran su propia línea familiar y el asiento en el castillo de Biederstein. Por lo tanto, la dama de la corte de la difunta duquesa Amalia, Maria Gräfin Fugger-Glött (1859-1934), se hizo cargo de su educación, con el apoyo de los duques Carlos Teodoro y María José, quienes incluso se trasladaron temporalmente a Biederstein.
Cuando el príncipe Sigfrido fue declarado mayor de edad en 1894, tuvo como ayudante al barón Max von Redwitz, hijo del poeta Oskar von Redwitz, quien también dirigió el castillo de Biederstein como maestro de corte y había estado al servicio de sus padres desde 1889.
Sigfrido en Baviera fue nombrado gran prior de la Orden Real y Militar de San Jorge, para la que realizó tareas representativas. También fue caballero de la Orden de San Huberto y se unió a la Asociación Histórica de la Alta Baviera. Un jinete apasionado, como su padre, convirtió las praderas del lago del castillo de Biederstein en un campo de entrenamiento con obstáculos para saltar. El príncipe pronto se hizo conocido en el mundo de las competiciones hípicas. El 23 de junio de 1899, salió victorioso de la primera carrera del torneo de equitación y salto de Múnich-Riem. En la segunda carrera, su caballo volcó y el joven duque cayó de cabeza, causándole graves heridas, permaneciendo inconsciente durante varios días. 
Después de haber sido una de las figuras más destacadas en la corte de Múnich, en la sociedad bávara, y en el territorio alemán, fue frenado repentinamente de esta extravagante carrera por el viejo príncipe regente, quien insistió en que se deshiciera de sus grandes y costosos caballos de carreras, y lo envió al extranjero durante un año. Parece ser que esta decisión del regente fue debida a que el príncipe rompiera con ciertos enredos femeninos que se habían vuelto extremadamente problemáticos.
Sigfrido visitó América, continuó por el Pacífico hasta Japón, China y la India, en el que participó en grandes batidas de caza. De camino a casa visitó al archiduque Francisco Fernando, heredero del trono austrohúngaro, en Bohemia para comparar las piezas deportivas con él, pues el archiduque también pasó un tiempo considerable disparando tigres en la India.

## Compromiso y ruptura

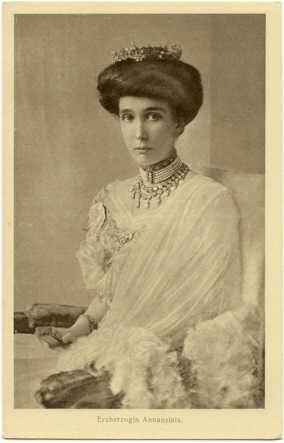
La archiduquesa María Anunciada de Austria.

Mientras visitaba al archiduque Francisco Fernando de Austria, Sigfrido conoció a la media hermana soltera de su anfitrión, la archiduquesa María Anunciada. Se enamoró de ella y su compromiso se anunció en 1902. La princesa había heredado gran parte del encanto y la buena apariencia de su madre, la querida archiduquesa María Teresa, mientras que el duque Sigfrido era probablemente el príncipe más atractivo de su Casa, un elegante caballero, y uno de los pocos vástagos de la realeza del Viejo Mundo que había logrado la distinción como jinete de carreras de obstáculos. En el verano de 1902, el príncipe fue con su prometida y su madre, María Teresa de Portugal, a visitar a la abuela de la novia, Adelaida de Löwenstein-Wertheim-Rosenberg, exiliada reina de Portugal, que, una vez viuda, se había convertido en una monja benedictina en el monasterio de St. Cäcile, cerca de Cowes, en la isla inglesa de Wight.

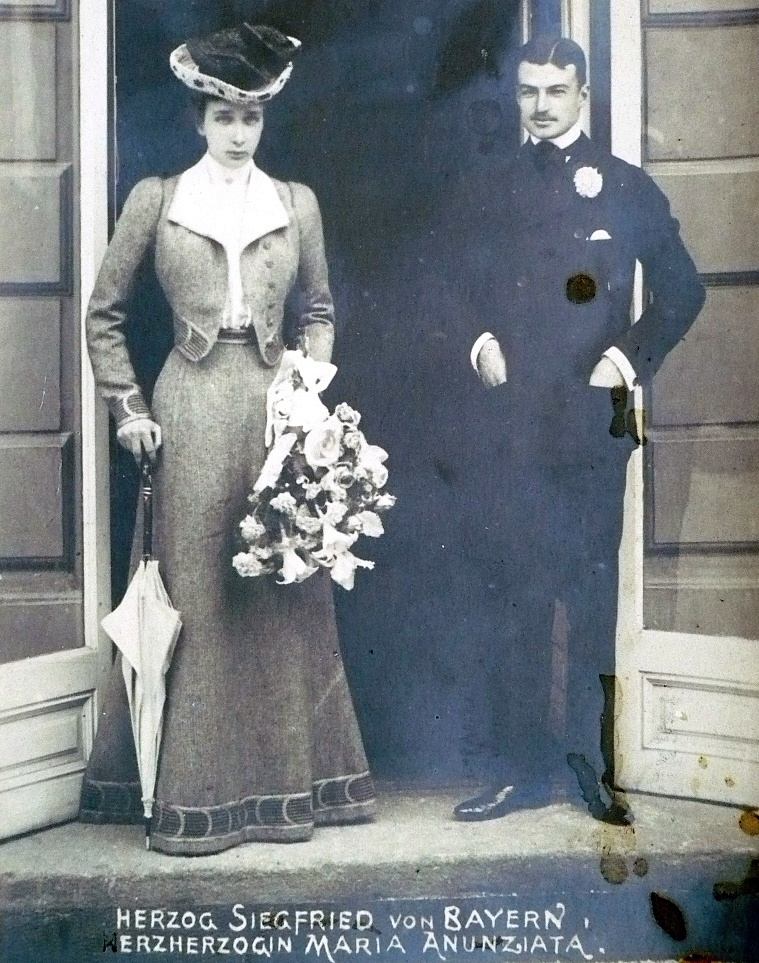
El duque Sigfrido y su prometida, la archiduquesa María Anunciada de Austria.

Sin embargo, poco después del viaje a Inglaterra, el compromiso fue interrumpido por la archiduquesa, sin una causa oficial. Hay quien dice que el duque Sigfrido mostraba problemas de comportamiento poco claros, cuyas causas se remontarían al accidente de equitación, y que se justificarían con los problemas mentales que desarrolló posteriormente. Otras fuentes alegaron como causa de la ruptura a que la archiduquesa descubrió los antecedentes amorosos de su prometido y que ella ignoraba cuando aceptó convertirse en su esposa. La ruptura del compromiso fue un asunto que se arregló entre los propios jóvenes, y la archiduquesa, inmediatamente después, pidió permiso al emperador para tomar los votos como monja benedictina, mientras que el duque se convirtió en presa de la melancolía, que a su debido tiempo derivó en locura, lo que hizo necesario su internamiento.

## Melancolía

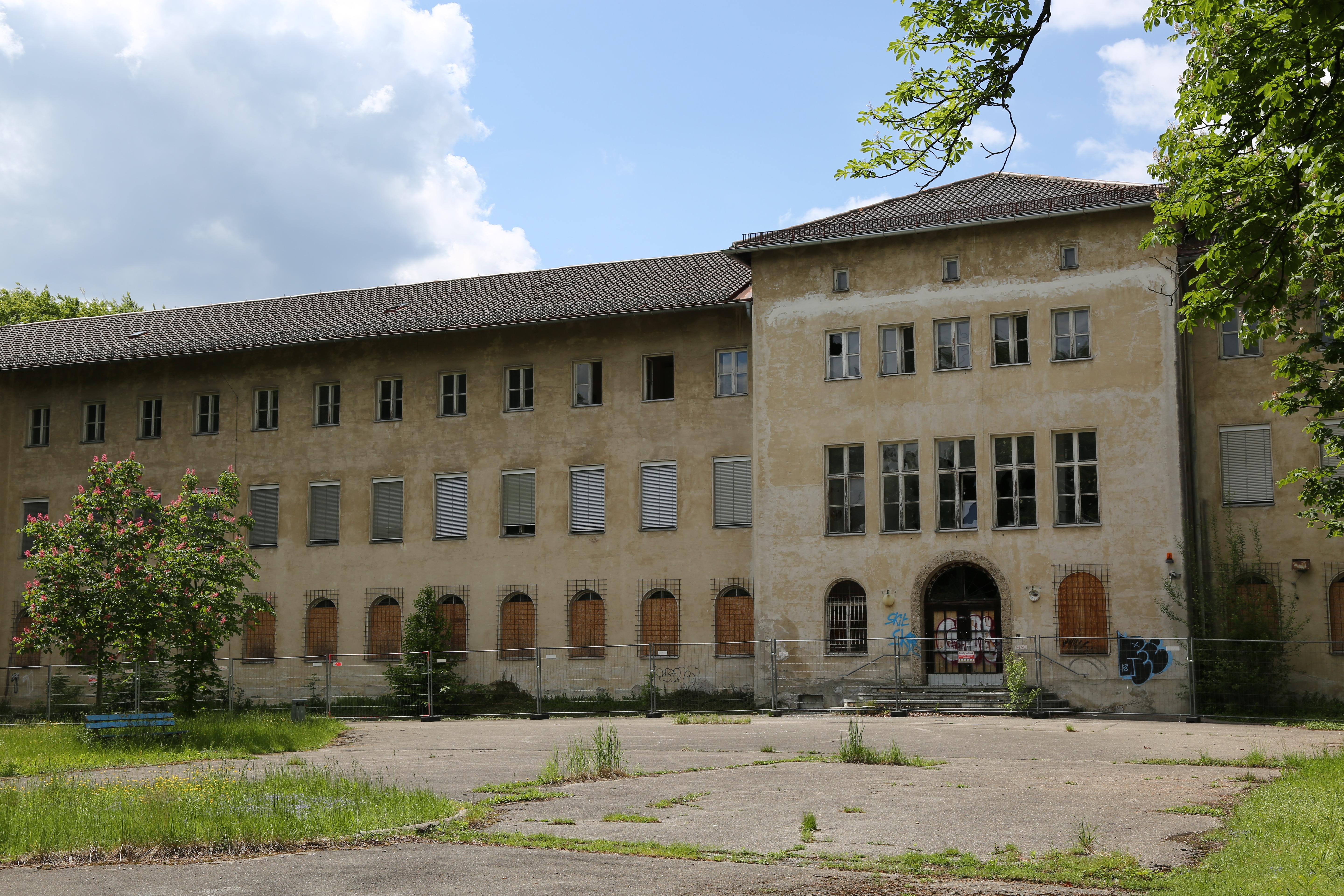
El sanatorio de Neufriedenheim (2019), donde fue internado Sigfrido.

Cabe la posibilidad de que los problemas que Sigfrido comenzó a sufrir no procedieran de su accidente de equitación, y que se debieran a una tara genética que venían sufriendo los miembros de la familia Wittelsbach. El momento en el que el príncipe mostró los primeros síntomas se desconocen y también si ellos fueron la verdadera causa para la anulación de su compromiso. Pero fue al poco de la ruptura con la archiduquesa que el problema se hizo notorio. Sigfrido de Baviera mantenía ideas de persecución y alucinaciones acústicas. También se imaginó que la gente se burlaba de él en público, se reiría de él y lo despreciaba. Por miedo al asesinato, el duque siempre llevaba consigo un revólver cargado y, a veces, lo disparaba al azar por las ventanas del castillo. También amenazó con su suicidio varias veces. Por lo tanto, fue llevado al sanatorio de Neufriedenheim, donde pasó la mayor parte de su vida restante bajo supervisión médica.
El 29 de mayo de 1918, Sigfrido quedó formalmente incapacitado y el ministro de Justicia, Ferdinand von Miltner, fue nombrado su tutor. Sus hermanos menores, Cristóbal José en Baviera (1879-1963) y Leopoldo Manuel en Baviera (1890-1973), lo cuidaron hasta que murió en Múnich en 1952.

## Muerte
El duque Sigfrido en Baviera murió en Múnich el 12 de marzo de 1952. Fue enterrado en la cripta de los Wittelsbach de la Iglesia de San Quirino (antiguo monasterio) en Tegernsee.

## Títulos, órdenes y empleos

### Títulos
| ● 10 de julio de 1876-12 de marzo de 1952: | Su alteza real el duque Sigfrido en Baviera / Sigfrido, duque en Baviera |

### Órdenes

#### Reino de Baviera
- Caballero de la Orden de San Huberto.[5][6]
- 1898: Gran prior honorario de la Orden Real y Militar de San Jorge[7][6]
- Medalla del Jubileo del Príncipe Regente Leopoldo. (Prinz-Regent-Luitpold Jubiläums-Medaille)[6]

#### Extranjeras
- Caballero gran cruz de la Orden de la Casa Ernestina de Sajonia.[6] (Ducados ernestinos)
- Caballero gran cruz de la Orden del Halcón Blanco.[6] ( Sajonia-Weimar-Eisenach)
- Caballero gran cruz de la Orden de San Alejandro.[6] (Reino de Bulgaria)
- Medalla de oficiales de la Orden de San Alejandro.[6] (Reino de Bulgaria)

### Empleos
- Teniente à la suite del Primer regimiento de caballería pesada del Ejército real bávaro.[6]